# New York-New York Hotel & Casino
Il New York-New York Hotel & Casino è un hotel casinò situato sulla famosa Las Vegas Strip al 3790 di Las Vegas Boulevard South a Las Vegas, Nevada. È di proprietà della compagnia MGM Mirage del magnate multimiliardario Kirk Kerkorian.
Il New York-New York ha come tema portante la città di New York, la sua architettura crea una visione che ricorda moltissimo la visuale delle immagini aeree della famosa metropoli, inoltre la facciata è costituita da una serie di torri che riproducono in scala alcuni famosi grattacieli cittadini (L'Empire State Building, il Chrysler Building, ecc.), davanti all'agglomerato dei palazzi c'è una piscina che ricorda la baia di New York con una replica della statua della libertà alta 150 piedi (46 metri, circa la metà dell'originale), il ponte di Brooklyn e altri monumenti.
Lungo le pareti dell'albergo corre un'attrazione turistica molto famosa, ovvero il roller coaster cioè delle montagne russe che percorrono tutto il perimetro dell'albergo.
Ogni area dell'albergo (dotato di più di 2.000 stanze) e del casinò prende il nome da una zona di New York, per esempio l'area del casinò (che si estende per 84.000 piedi², corrispondenti a 7.803,8 m²) è chiamata Central Park.
Si trova all'incrocio di Las Vegas Boulevard con Tropicana Avenue, attraversando Tropicana Avenue si può arrivare all'Excalibur, attraversando Las Vegas Boulevard si può arrivare al MGM Grand.

## Spettacoli ed intrattenitori
MADhattan, uno spettacolo da 7,5 milioni di dollari che presenta artisti di strada di New York, è stato lanciato nel giugno 1997.
La comica Rita Rudner iniziò ad esibirsi nel resort nell'aprile 2001, in un nuovo locale soprannominato Cabaret Theatre. Fu rinnovato nel 2004, aggiungendo posti a sedere a gradinata in stile cinema. La Rudner concluse il suo spettacolo nel 2006, vendendo oltre 600.000 biglietti e incassando 35 milioni di dollari nel corso della sua corsa.
Zumanity, uno spettacolo per adulti del Cirque du Soleil, ha debuttato al New York-New York nel 2003, sostituendo Lord of the Dance. Zumanity è stato il terzo spettacolo del Cirque du Soleil a stabilirsi in modo permanente nella Las Vegas Valley. Zumanity è diventato un successo a lungo termine, ospitando oltre 7.700 spettacoli. L'ultima rappresentazione si è svolta il 14 marzo 2020, con lo spettacolo chiuso a causa della pandemia COVID-19. Più tardi quell'anno, il Cirque du Soleil ha annunciato che la chiusura sarebbe stata permanente.
Nel 2012, il produttore David King ha affittato lo spazio precedentemente occupato da Rok Vegas e lo ha aperto come Broadway Theater, un luogo con 200 posti a sedere per diversi spettacoli prodotti da lui. Tra questi c'era Dancing Queen, che presentava canzoni degli ABBA. Lo spettacolo ha chiuso a luglio 2013, insieme al Broadway Theater, che è stato demolito come parte della ristrutturazione della facciata del resort.
Pour une brève période en 2021, le ventriloque Terry Fator a diverti dans l'ancien théâtre Zumanity. Plus tard cette année-là, il a déménagé son spectacle au Liberty Loft du complexe hôtelier, un espace événementiel surplombant le sportsbook.
Mad Apple, un nuovo spettacolo del Cirque du Soleil, ha debuttato il 26 maggio 2022. Presenta una varietà di artisti, tra cui cantanti e comici. Viene ospitato nel vecchio teatro Zumanity, che può ospitare 1.200 persone.